# Civezzano
Civezzano est une commune italienne d'environ 4 000 habitants située dans la province autonome de Trente dans la région du Trentin-Haut-Adige dans le nord-est de l'Italie.

## Administration
| Période                                  | Période | Identité | Étiquette | Qualité |
| ---------------------------------------- | ------- | -------- | --------- | ------- |
|                                          |         |          |           |         |
| Les données manquantes sont à compléter. |         |          |           |         |

### Communes limitrophes
Les communes limitrophes sont  Albiano, Fornace, Pergine Valsugana et Trente.

## Jumelages
- Untergriesbach (Allemagne)

## Personnalités liées à la commune
- Antonio Molinari (1967-), athlète spécialisé en course en montagne.